# Skin Yard
Skin Yard est un groupe de grunge américain, originaire de Seattle, dans l'État de Washington. Actif entre 1985 et 1993, et bien que n'ayant jamais connu de succès commercial, le groupe eut une influence reconnue sur certains groupes contemporains, en particulier Soundgarden, Melvins et Green River, aux côtés desquels il est considéré comme un important précurseur de ce qui serait plus tard dénommé le grunge.

## Biographie
Le groupe est formé en janvier 1985 par Daniel House et Jack Endino, qui seront rejoints par Ben McMillan et Matt Cameron. Skin Yard joue son premier concert officiel en juin 1985, ouvrant pour les U-Men. En 1986, Skin Yard participe avec deux chansons à la célèbre compilation Deep Six. Cet album, qui comprend des chansons des Melvins, Soundgarden, Malfunkshun et Skin Yard, est le premier du genre grunge. Cette même année, Skin Yard publie son album éponyme, et son premier single, Bleed.
Peu après ces sorties, le batteur Matt Cameron quitte le groupe pour rejoindre Soundgarden. Il est initialement remplacé par Steve Wied, suivi par Greg Gilmore ; cependant, ces deux batteurs ne durent que le temps de deux concerts. À la fin de l'année, Jason Finn se joint à eux, mais les quitte huit mois plus tard pour des raisons personnelles. Scott McCullum le remplace en mai 1987 pendant deux ans, période durant laquelle il enregistre avec le groupe leur deuxième album, Hallowed Ground (1988). Cependant, McCullum quitte le groupe,qui prend une pause de 14 mois après une tournée américaine éprouvante.
Skin Yard revient en 1990 pour un troisième album, Fist Sized Chunks, aux côtés de leur nouveau batteur, Barrett Martin. En 1991, alors que grunge perce dans le grand public, le groupe publie son quatrième album, 1,000 Smiling Knuckles. Cette même année, leur premier bassiste, Daniel House, quitte le groupe pour passer plus de temps avec sa famille. Il est remplacé par Pat Pedersen, qui reste dans le groupe jusqu'au dernier album, Inside the Eye, qui comprend le single Undertow. Après cet enregistrement, Skin Yard décide de se séparer.

## Membres
- Ben McMillan - chant (1985-1993)
- Jack Endino - guitare (1985-1993)
- Daniel House - basse (1985-1991)
- Pat Pedersen - basse (1991-1992)
- Matt Cameron - batterie (1985-1986)
- Steve Wied - batterie (1986)
- Greg Gilmore - batterie (1986)
- Jason Finn - batterie (1986-1987)
- Scott McCullum - batterie (1987-1989)
- Barrett Martin - batterie (1990-1993)

## Discographie

### Albums studio
- 1986 : Skin Yard
- 1988 : Hallowed Ground
- 1990 : Fist Sized Chunks
- 1991 : 1000 Smiling Knuckles
- 1993 : Inside the Eye
- 2001 : Start at the Top

### Singles
- 1987 : Bleed (de l'album Skin Yard)
- 1987 : "Stranger (de l'album Hallowed Ground)
- 1989 : Start at the Top (de l'album Start at the Top)
- 1991 : 1,000 Smiling Knuckles (de l'album 1,000 Smiling Knuckles)
- 1991 : Psychoriflepowerhypnotized (de l'album 1,000 Smiling Knuckles)
- 1993 : Undertoe (de l'album Inside the Eye)

### Apparitions
- 1986 : Throb et The Birds (sur Deep Six)
- 1991 : Snowblind (sur Hard to Believe: Kiss Covers Compilation)